# Khed
Khed là một thị trấn thống kê (census town) của quận Satara thuộc bang Maharashtra, Ấn Độ.

## Địa lý
Khed có vị trí 17°43′B 73°23′Đ / 17,72°B 73,38°Đ Nó có độ cao trung bình là 25 mét (82 feet).

## Nhân khẩu
Theo điều tra dân số năm 2001 của Ấn Độ, Khed có dân số 6897 người. Phái nam chiếm 52% tổng số dân và phái nữ chiếm 48%. Khed có tỷ lệ 66% biết đọc biết viết, cao hơn tỷ lệ trung bình toàn quốc là 59,5%: tỷ lệ cho phái nam là 71%, và tỷ lệ cho phái nữ là 60%. Tại Khed, 14% dân số nhỏ hơn 6 tuổi.